# Stepni volk
Stepni volk (v izvirniku nemško Der Steppenwolf) je roman nemško-švicarskega avtorja Hermanna Hesseja. V Nemčiji je bila prvič izdana leta 1927. Roman je mešanica avtobiografije in domišljijskih elementov, poimenovan pa je po osamljenem stepnem volku. Zgodba temelji predvsem na krizi Hessejevega duhovnega sveta v 1920. letih. Protagonist je vpet med človečnostjo in agresijo ter brezdomnost stepnega volka. Roman je doživel mednarodni uspeh, čeprav je Hesse trdil, da ga ljudje razumejo narobe.

## Vsebina
Knjiga se začne z uvodom nečaka mestne gospe. Slednji opiše svoje vtise o Harryju Hallerju, možu srednjih let, ki je nekaj časa živel pri njima. »Prava« zgodba se začne po naslovu »Samo za trčene«. To zgodbo je napisal Haller in jo zapustil prej omenjenemu.
Začne se s protagonistovim premislekom o svojem življenju. Razmišlja o povprečnih ljudeh, svoji nesreči, lahkomiselnosti in buržoazijski družbi. Na enem od svojih brezciljnih sprehodov po mestu sreča moža, ki nosi oglas za magično gledališče in mu da majhno knjižico z naslovom »Razprava o stepnem volku«. Ta razprava je v celoti citirana v knjigi. Harryja naslavlja z imenom in ga natančno opisuje. To je pravzaprav diskusija o možu, ki verjame, da ima v sebi dve osebi: ena je visoka, duhovna narava človeka, druga pa nizka, živalska (kot stepni volk). Harry je v resnici ujet v nerazložljiv boj med tema dvema naravama, v katerem nobena nikoli dokončno ne zmaga. Pamflet daje razlago o nerazložljivosti in večdelni naravi vsake človeške duše, česar Harry ne more oz. noče spoznati. Knjižica govori tudi o njegovih samomorilskih nagnjenjih in ga opisuje kot enega od »samomorilcev«; ljudi, ki v svoji globini vedo, da si bodo nekega dne vzeli življenje. Harry še vedno verjame, da je v redu, da spada med te »nesmrtneže«.
Naslednji dan Harry ponovno sreča prijatelja iz akademije, s katerim je pogosto diskutiral o indijski mitologiji. Prijatelj ga povabi domov. Harry se na obisku zgrozi ob prijateljevi nacionalistični miselnosti. Opazi namreč Goethejevo sliko, za katero meni, da je žaljiva do pesnika in njegove briljantnosti ter da z njegovim delom nima nič. Kritizira gostitelja in njegovo ženo ter nemudoma odide. Odpravlja se proti domu in misli na samomor, a medtem ko ponovno tava po mestu, se odloči malo počivati in se ustavi v plesni dvorani. Tam spozna mlado žensko z deškim obrazom, ki hitro prepozna njegovo obupanost. Dolgo se pogovarja z njo, ona pa se roga njegovemu samopomiljevanju. Na drugem srečanju Hermina Harryju sporoči, da ga bo naučila živeti in on jo upošteva. V naslednjih nekaj tednih Hermine uvaja Harryja v novo življenju: uči ga plesati, uvede ga v svet priložnostne uporabe drog, mu najde priležnico Mario. Sili ga sprejeti to kot legitimno in vredno življenje.